# تايلور جي. بيلشر
تايلور جي. بيلشر (بالإنجليزية: Taylor G. Belcher)‏ هو دبلوماسي أمريكي، ولد في 1 يوليو 1920 في جزيرة ستاتن في الولايات المتحدة، وتوفي في 6 أغسطس 1990 في نيويورك في الولايات المتحدة.